# Gampong Raya Dagang
Gampong Raya Dagang is een bestuurslaag in het regentschap Bireuen van de provincie Atjeh, Indonesië. Gampong Raya Dagang telt 1222 inwoners (volkstelling 2010).